# Winie Mapangou
Winie Mapangou, née le 27 août 1993 à Libreville, est une footballeuse internationale gabonaise évoluant au poste de milieu offensive ou attaquante au Stade brestois 29.

## Biographie

### Carrière en club
Winie Mapangou évolue en France à Claix jusqu'en 2014, date à laquelle elle rentre au Gabon pour des problèmes administratifs et joue au Missile FC. En 2016, elle retourne au club isérois qui a fusionné avec le Grenoble Foot 38. En juin 2019, elle signe au Stade brestois 29 mais n'intègre l'effectif qu'en septembre. Elle est promue capitaine de l'équipe lors d'un tour de Coupe de France, contre Lannion FC.

### Carrière en sélection
Capitaine de l'équipe nationale du Gabon, elle participe au différents matchs de qualifications pour les compétitions internationales,.

## Statistiques
| Saison                | Club                  | Championnat           | Championnat | Championnat | Coupe(s) nationale(s) | Coupe(s) nationale(s) | Total | Total |
| Saison                | Club                  | Division              | M.          | B.          | M.                    | B.                    | M.    | B.    |
| 2013-2014             | Claix Football        | Division 2            | 11          | 1           |                       |                       | 11    | 1     |
| Sous-total            | Sous-total            | Sous-total            | 11          | 1           |                       |                       | 11    | 1     |
| 2016-2017             | Grenoble Foot 38      | Division 2            | 13          | 7           | 1                     | 0                     | 14    | 7     |
| 2017-2018             | Grenoble Foot 38      | Division 2            | 3           | 0           | 0                     | 0                     | 3     | 0     |
| Sous-total            | Sous-total            | Sous-total            | 16          | 7           | 1                     | 0                     | 17    | 7     |
| 2019-2020             | Stade brestois 29     | Division 2            | 11          | 2           | 3                     | 1                     | 14    | 3     |
| Sous-total            | Sous-total            | Sous-total            | 11          | 2           | 3                     | 1                     | 14    | 3     |
| Total sur la carrière | Total sur la carrière | Total sur la carrière | 38          | 10          | 4                     | 1                     | 42    | 11    |